# Argentina i olympiska sommarspelen 1992
Argentina deltog i de olympiska sommarspelen 1992 med en trupp bestående av 84 deltagare, och totalt fick landet med sig en bronsmedalj hem.

## Medaljer

### Brons
- Javier Frana och Christian Miniussi - Tennis, dubbel herrar

## Bordtennis
| Spelare                        | Gren      | Inledande                                                                | Åttondelsfinal       | Kvartsfinal          | Semifinal            | Final                |
| Spelare                        | Gren      | Motståndare Resultat                                                     | Motståndare Resultat | Motståndare Resultat | Motståndare Resultat | Motståndare Resultat |
| ------------------------------ | --------- | ------------------------------------------------------------------------ | -------------------- | -------------------- | -------------------- | -------------------- |
| Hae-Ja Kim                     | Damsingel | Hrachova (TCH) L 0–2 Hooman (NED) L 0–2 Kosaka (BRA) W 2–0               | Gick inte vidare     | Gick inte vidare     | Gick inte vidare     | Gick inte vidare     |
| Alejandra Gabaglio, Hae-Ja Kim | Damdubbel | Chai - Chan (HKG) L 0–2 Coubat - Wang (FRA) L 0–2 Gee - Hugh (USA) L 0–2 | N/A                  | Gick inte vidare     | Gick inte vidare     | Gick inte vidare     |

## Boxning
| Remigio Molina | Bantamvikt | Vega (ESP) W 14–4      | Calderón (MEX) W 5–4 | Achik (MAR) L 5–15 | Gick inte vidare | Gick inte vidare | Gick inte vidare | Gick inte vidare |                  |                  |
| Jorge Maglione | Fjädervikt | Soltani (ALG) L (RSCH) | Gick inte vidare     | Gick inte vidare   | Gick inte vidare | Gick inte vidare | Gick inte vidare | Gick inte vidare | Gick inte vidare | Gick inte vidare |
| Elio Ibarra    | Tungvikt   | Teuchiert (GER) L 1–5  | Gick inte vidare     | Gick inte vidare   | Gick inte vidare | Gick inte vidare | Gick inte vidare | Gick inte vidare | Gick inte vidare | Gick inte vidare |

## Brottning
| Brottare    | Gren                             | Inledande omgång                                            | Final                |
| Brottare    | Gren                             | Motståndare Resultat                                        | Motståndare Resultat |
| ----------- | -------------------------------- | ----------------------------------------------------------- | -------------------- |
| Diego Potap | Mellanvikt, grekisk-romersk stil | Anton Arghira (ROU) L 0 – 13 David Martinetti (SUI) L 0 – 4 | Gick inte vidare     |

## Cykling
Bana
Sprint
| Cyklist                      | Gren          | Kval                 | Kval                                        | Sextondelsfinal (Återkval)                                | Åttondelsfinal (Återkval)        | Kvartsfinal                      | Semifinal                        | Final (5-8:e plats)              | Final (5-8:e plats) |
| Cyklist                      | Gren          | Tid Hastighet (km/h) | Placering                                   | Motståndare Tid Hastighet (km/h)                          | Motståndare Tid Hastighet (km/h) | Motståndare Tid Hastighet (km/h) | Motståndare Tid Hastighet (km/h) | Motståndare Tid Hastighet (km/h) | Placering           |
| ---------------------------- | ------------- | -------------------- | ------------------------------------------- | --------------------------------------------------------- | -------------------------------- | -------------------------------- | -------------------------------- | -------------------------------- | ------------------- |
| José Lovito Herrarnas sprint | 11.024 65.312 | 13 Q                 | Chiappa (ITA) Alleyne (BAR) W 11.338 63.503 | Moreno (ESP) L 11.216 64.194 Kiksis (LAT) W 11.266 63.909 | Neiwand (AUS) L                  | N/A                              | 2nd                              | 6                                |                     |

Förföljelse
| Cyklist                                                      | Gren                     | Kval      | Kval      | Första omgången  | Första omgången  | Semifinal        | Semifinal        | Final            | Final            |
| Cyklist                                                      | Gren                     | Tid       | Placering | Motståndare Tid  | Placering        | Motståndare Tid  | Placering        | Motståndare Tid  | Placering        |
| ------------------------------------------------------------ | ------------------------ | --------- | --------- | ---------------- | ---------------- | ---------------- | ---------------- | ---------------- | ---------------- |
| Hernán López                                                 | Men's individual pursuit | overtaken | overtaken | N/A              | N/A              | Gick inte vidare | Gick inte vidare | Gick inte vidare | Gick inte vidare |
| Ángel Colla Gustavo Guglielmone Carlos Pérez Fabio Placanica | Men's team pursuit       | 4:33.860  | 17        | Gick inte vidare | Gick inte vidare | Gick inte vidare | Gick inte vidare | Gick inte vidare | Gick inte vidare |

Tempolopp
| Cyklist                            | Gren     | Tid | Placering |
| ---------------------------------- | -------- | --- | --------- |
| Sergio Rolando Herrarnas tempolopp | 1:08.267 | 22  |           |

Poänglopp
| Cyklist                            | Gren        | Kval  | Kval          | Final | Final     |
| Cyklist                            | Gren        | Poäng | Placering     | Poäng | Placering |
| ---------------------------------- | ----------- | ----- | ------------- | ----- | --------- |
| Erminio Suárez Herrarnas poänglopp | 11 (-1 lap) | 12 Q  | 16 (same lap) | 10    |           |

## Friidrott
| Idrottare         | Gren                         | Heat          | Heat          | Semifinal        | Semifinal        | Final            | Final            |
| Idrottare         | Gren                         | Resultat      | Placering     | Resultat         | Placering        | Resultat         | Placering        |
| ----------------- | ---------------------------- | ------------- | ------------- | ---------------- | ---------------- | ---------------- | ---------------- |
| Antonio Silio     | Herrarnas 5 000 meter        | Startade inte | Startade inte | N/A              | N/A              | Gick inte vidare | Gick inte vidare |
| Antonio Silio     | Herrarnas 10 000 meter       | 28:31.02      | 8 Q           | N/A              | N/A              | 28:55.20         | 18               |
| Marcelo Cascabelo | Herrarnas 3 000 meter hinder | 8:38.89       | 10            | Gick inte vidare | Gick inte vidare | Gick inte vidare | Gick inte vidare |
| Andrés Charadia   | Herrarnas släggkastning      | 70.82         | 19            | N/A              | N/A              | Gick inte vidare | Gick inte vidare |
| Griselda González | Damernas 10 000 meter        | 34:09.42      | 20            | N/A              | N/A              | Gick inte vidare | Gick inte vidare |

## Fäktning
| Fäktare                            | Gren | Inledande omgång | Inledande omgång         | 32-delsfinal         | Sextondelsfinal      | Åttondelsfinal       | Kvartsfinal          | Semifinal            | Final                |
| Fäktare                            | Gren | W–L Record       | Totalt Placering         | Motståndare Resultat | Motståndare Resultat | Motståndare Resultat | Motståndare Resultat | Motståndare Resultat | Motståndare Resultat |
| ---------------------------------- | ---- | ---------------- | ------------------------ | -------------------- | -------------------- | -------------------- | -------------------- | -------------------- | -------------------- |
| Rafael di Tella Herrarnas värja    | 3–3  | 41               | Schmitt (GER) L 2–5, 0–5 | Gick inte vidare     | Gick inte vidare     | Gick inte vidare     | Gick inte vidare     | Gick inte vidare     |                      |
| Alberto González Herrarnas florett | 1–4  | 50               | Gick inte vidare         | Gick inte vidare     | Gick inte vidare     | Gick inte vidare     | Gick inte vidare     | Gick inte vidare     |                      |
| Andrea Chiuchich Damernas florett  | 1–5  | 40               | Gick inte vidare         | Gick inte vidare     | Gick inte vidare     | Gick inte vidare     | Gick inte vidare     | Gick inte vidare     |                      |
| Sandra Giancola Damernas florett   | 1–5  | 42               | Gick inte vidare         | Gick inte vidare     | Gick inte vidare     | Gick inte vidare     | Gick inte vidare     | Gick inte vidare     |                      |
| Yanina Iannuzzi Damernas florett   | 0–6  | 43               | Gick inte vidare         | Gick inte vidare     | Gick inte vidare     | Gick inte vidare     | Gick inte vidare     | Gick inte vidare     |                      |

## Gymnastik
| Gymnast          | Gren                            | Redskap    | Redskap   | Redskap | Redskap | Redskap | Redskap | Redskap | Redskap | Kval    | Kval      | Final            | Final            |
| Gymnast          | Gren                            | Fristående | Bygelhäst | Ringar  | Hopp    | Barr    | Räck    | Barr    | Bom     | Totalt  | Placering | Totalt           | Placering        |
| ---------------- | ------------------------------- | ---------- | --------- | ------- | ------- | ------- | ------- | ------- | ------- | ------- | --------- | ---------------- | ---------------- |
| Isidro Ibarrondo | Herrarnas individuella mångkamp | 17.950     | 15.975    | 18.075  | 18.550  | 18.120  | 18.775  | N/A     | N/A     | 107.450 | 87        | Gick inte vidare | Gick inte vidare |
| Isidro Ibarrondo | Herrarnas fristående            | 17.950     | N/A       | N/A     | N/A     | N/A     | N/A     | N/A     | N/A     | 17.950  | 89        | Gick inte vidare | Gick inte vidare |
| Isidro Ibarrondo | Herrarnas bygelhäst             | N/A        | 15.975    | N/A     | N/A     | N/A     | N/A     | N/A     | N/A     | 15.975  | 91        | Gick inte vidare | Gick inte vidare |
| Isidro Ibarrondo | Herrarnas ringar                | N/A        | N/A       | 18.075  | N/A     | N/A     | N/A     | N/A     | N/A     | 18.075  | 86        | Gick inte vidare | Gick inte vidare |
| Isidro Ibarrondo | Herrarnas hopp                  | N/A        | N/A       | N/A     | 18.550  | N/A     | N/A     | N/A     | N/A     | 18.550  | 79        | Gick inte vidare | Gick inte vidare |
| Isidro Ibarrondo | Herrarnas barr                  | N/A        | N/A       | N/A     | N/A     | 18.125  | N/A     | N/A     | N/A     | 18.125  | 85        | Gick inte vidare | Gick inte vidare |
| Isidro Ibarrondo | Herrarnas räck                  | N/A        | N/A       | N/A     | N/A     | N/A     | 18.775  | N/A     | N/A     | 18.775  | 63        | Gick inte vidare | Gick inte vidare |
| Andrea Giordano  | Damernas individuella mångkamp  | 19.262     | N/A       | N/A     | 18.924  | N/A     | N/A     | 19.050  | 18.924  | 76.586  | 61        | Gick inte vidare | Gick inte vidare |
| Andrea Giordano  | Damernas fristående             | 19.262     | N/A       | N/A     | N/A     | N/A     | N/A     | N/A     | N/A     | 19.262  | 79        | Gick inte vidare | Gick inte vidare |
| Andrea Giordano  | Damernas hopp                   | N/A        | N/A       | N/A     | 18.924  | N/A     | N/A     | N/A     | N/A     | 18.924  | 59        | Gick inte vidare | Gick inte vidare |
| Andrea Giordano  | Damernas barr                   | N/A        | N/A       | N/A     | N/A     | N/A     | N/A     | 19.050  | N/A     | 19.050  | 69        | Gick inte vidare | Gick inte vidare |
| Andrea Giordano  | Damernas bom                    | N/A        | N/A       | N/A     | N/A     | N/A     | N/A     | N/A     | 19.350  | 19.350  | 53        | Gick inte vidare | Gick inte vidare |
| Romina Plataroti | Damernas individuella mångkamp  | 19.512     | N/A       | N/A     | 19.050  | N/A     | N/A     | 19.137  | 18.974  | 76.673  | 59        | Gick inte vidare | Gick inte vidare |
| Romina Plataroti | Damernas fristående             | 19.512     | N/A       | N/A     | N/A     | N/A     | N/A     | N/A     | N/A     | 19.512  | 47        | Gick inte vidare | Gick inte vidare |
| Romina Plataroti | Damernas hopp                   | N/A        | N/A       | N/A     | 19.050  | N/A     | N/A     | N/A     | N/A     | 19.050  | 50        | Gick inte vidare | Gick inte vidare |
| Romina Plataroti | Damernas barr                   | N/A        | N/A       | N/A     | N/A     | N/A     | N/A     | 19.137  | N/A     | 19.137  | 63        | Gick inte vidare | Gick inte vidare |
| Romina Plataroti | Damernas bom                    | N/A        | N/A       | N/A     | N/A     | N/A     | N/A     | N/A     | 18.974  | 18.974  | 72        | Gick inte vidare | Gick inte vidare |

## Kanotsport
Slätvatten
| Kanotist                                                                  | Gren                 | Heat    | Heat      | Återkval | Återkval  | Semifinal        | Semifinal        | Final            | Final            |
| Kanotist                                                                  | Gren                 | Tid     | Placering | Tid      | Placering | Tid              | Placering        | Tid              | Placering        |
| ------------------------------------------------------------------------- | -------------------- | ------- | --------- | -------- | --------- | ---------------- | ---------------- | ---------------- | ---------------- |
| Juan de la Cruz Labrin Fernando Chaparro                                  | Herrarnas K-2 500 m  | 1:41.77 | 5         | 1:37.70  | 7         | Gick inte vidare | Gick inte vidare | Gick inte vidare | Gick inte vidare |
| Juan de la Cruz Labrin Cristian Maino José Luis Marello Fernando Chaparro | Herrarnas K-4 1000 m | 3:09.28 | 6         | N/A      | N/A       | 3:11.44          | 9                | Gick inte vidare | Gick inte vidare |

Slalom
| Kanotist      | Gren                 | Åk 1    | Åk 1   | Åk 2    | Åk 2   | Final  | Final     |
| Kanotist      | Gren                 | Tid     | Poäng  | Tid     | Poäng  | Poäng  | Placering |
| ------------- | -------------------- | ------- | ------ | ------- | ------ | ------ | --------- |
| Juan Maricich | Herrarnas K-1 slalom | 2:10.05 | 140.05 | 2:23.67 | 198.67 | 198.67 | 40        |

## Landhockey
Herrar
Gruppspel
| Lag            | P | W | D | L | GF | GA | GD  | Poäng |
| -------------- | - | - | - | - | -- | -- | --- | ----- |
| Australien     | 5 | 4 | 1 | 0 | 20 | 2  | +18 | 9     |
| Tyskland       | 5 | 4 | 1 | 0 | 16 | 4  | +12 | 9     |
| Storbritannien | 5 | 3 | 0 | 2 | 7  | 10 | –3  | 6     |
| Indien         | 5 | 2 | 0 | 3 | 4  | 8  | –4  | 4     |
| Argentina      | 5 | 1 | 0 | 4 | 3  | 12 | –9  | 2     |
| Egypten        | 5 | 0 | 0 | 5 | 4  | 18 | –14 | 0     |

## Rodd
| Athlete(s)                                          | Event            | Heats   | Heats | Repechage | Repechage | Semifinals       | Semifinals       | Final            | Final            |
| Athlete(s)                                          | Event            | Time    | Rank  | Time      | Rank      | Time             | Rank             | Time             | Rank             |
| --------------------------------------------------- | ---------------- | ------- | ----- | --------- | --------- | ---------------- | ---------------- | ---------------- | ---------------- |
| Sergio Fernández González                           | Singelsculler    | 6:59,14 | 1 Q   | Bye       | Bye       | 6:53,40          | 1 Q              | 7:15,53          | 6                |
| Max Holdo, Guillermo Pfaab                          | Dubbelsculler    | 7:05,49 | 3     | 6:44,27   | 4         | Gick inte vidare | Gick inte vidare | Gick inte vidare | Gick inte vidare |
| Marcelo Pieretti, Gustavo Pacheco, Andrés Seperizza | Tvåa med styrman | 7:39,52 | 5     | 7:32,70   | 5         | Gick inte vidare | Gick inte vidare | Gick inte vidare | Gick inte vidare |

## Segling
Herrar
| Seglare                         | Gren    | Lopp     | Lopp | Lopp | Lopp     | Lopp | Lopp | Lopp | Lopp | Lopp | Lopp | Lopp | Poäng | Placering |
| Seglare                         | Gren    | 1        | 2    | 3    | 4        | 5    | 6    | 7    | 8    | 9    | 10   | 11   | Poäng | Placering |
| ------------------------------- | ------- | -------- | ---- | ---- | -------- | ---- | ---- | ---- | ---- | ---- | ---- | ---- | ----- | --------- |
| Carlos Espínola                 | Lechner | 23       | 28   | 28   | (51) PMS | 20   | 29   | 26   | 18   | 32   | 32   | N/A  | 236   | 24        |
| Mariano Castro, Gustavo Warburg | 470     | 34       | 22   | 32   | (39)     | 28   | 15   | 31   | N/A  | N/A  | N/A  | N/A  | 162   | 29        |
| Alberto Zanetti, Carlos Gabutti | Starbåt | (33) PMS | 27   | 26   | 29       | 27   | 19   | 15   | N/A  | N/A  | N/A  | N/A  | 143   | 23        |

Damer
| Seglare         | Gren        | Lopp | Lopp | Lopp | Lopp | Lopp | Lopp | Lopp | Lopp | Lopp     | Lopp | Lopp | Poäng | Placering |
| Seglare         | Gren        | 1    | 2    | 3    | 4    | 5    | 6    | 7    | 8    | 9        | 10   | 11   | Poäng | Placering |
| --------------- | ----------- | ---- | ---- | ---- | ---- | ---- | ---- | ---- | ---- | -------- | ---- | ---- | ----- | --------- |
| María Espínola  | Lechner     | 24   | 25   | 23   | 19   | 11.7 | 24   | 25   | 19   | (31) PMS | N/A  | N/A  | 194.7 | 18        |
| Gisela Williams | Europajolle | 20   | 13   | (25) | 23   | 29   | 16   | 17   | N/A  | N/A      | N/A  | N/A  | 114   | 17        |

## Simhopp
| Hoppare        | Gren          | Kval   | Kval      | Final            | Final            |
| Hoppare        | Gren          | Poäng  | Placering | Poäng            | Placering        |
| -------------- | ------------- | ------ | --------- | ---------------- | ---------------- |
| Verónica Ribot | Damernas 10 m | 292,26 | 9 Q       | 384,03           | 8                |
| Verónica Ribot | Damernas 3 m  | 282,54 | 9 Q       | 447,42           | 10               |
| Karla Goltman  | Damernas 3 m  | 254,28 | 23        | Gick inte vidare | Gick inte vidare |

## Tennis
Herrar
| Spelare                          | Gren       | Omgång 1                                         | Omgång 2                                          | Åttondelsfinaler                                          | Kvartsfinaler                                            | Semifinaler                                                  | Final / BM        | Final / BM |
| Spelare                          | Gren       | Motståndare Poäng                                | Motståndare Poäng                                 | Motståndare Poäng                                         | Motståndare Poäng                                        | Motståndare Poäng                                            | Motståndare Poäng | Placering  |
| -------------------------------- | ---------- | ------------------------------------------------ | ------------------------------------------------- | --------------------------------------------------------- | -------------------------------------------------------- | ------------------------------------------------------------ | ----------------- | ---------- |
| Javier Frana                     | Herrsingel | Arraya (PER) W 6–2, 6–0, 6–7(3–7), 6–7(3–7), 6–2 | Santoro (FRA) L 6–4, 2–6, 1–6, 1–6                | Gick inte vidare                                          | Gick inte vidare                                         | Gick inte vidare                                             | Gick inte vidare  | =17        |
| Alberto Mancini                  | Herrsingel | Chang (USA) L 1–6, 4–6, 6–3, 0–6                 | Gick inte vidare                                  | Gick inte vidare                                          | Gick inte vidare                                         | Gick inte vidare                                             | Gick inte vidare  | =33        |
| Christian Miniussi               | Herrsingel | Santoro (FRA) L 1–6, 6–7(3–7), 4–6               | Gick inte vidare                                  | Gick inte vidare                                          | Gick inte vidare                                         | Gick inte vidare                                             | Gick inte vidare  | =33        |
| Javier Frana, Christian Miniussi | Herrdubbel | N/A                                              | Castle (GBR) Wilkinson (GBR) W 6–4, 6–4, 7–6(7–1) | Forget (FRA) Leconte (FRA) W 4–6, 6–7(3–7), 6–4, 6–4, 6–3 | Hlasek (SUI) Rosset (SUI) W 2–6, 7–6(7–3), 3–6, 6–2, 6–2 | Becker (GER) Stich (GER) L 6–7(3–7), 2–6, 7–6(7–4), 6–2, 4–6 | Gick inte vidare  | Brons      |

Damer
| Spelare                         | Gren      | Omgång 1                   | Omgång 2                                        | Åttondelsfinaler               | Kvartsfinaler                         | Semifinaler       | Final / BM        | Final / BM |
| Spelare                         | Gren      | Motståndare Poäng          | Motståndare Poäng                               | Motståndare Poäng              | Motståndare Poäng                     | Motståndare Poäng | Motståndare Poäng | Placering  |
| ------------------------------- | --------- | -------------------------- | ----------------------------------------------- | ------------------------------ | ------------------------------------- | ----------------- | ----------------- | ---------- |
| Florencia Labat                 | Damsingel | Rittner (GER) L 3–6, 3–6   | Gick inte vidare                                | Gick inte vidare               | Gick inte vidare                      | Gick inte vidare  | Gick inte vidare  | =17        |
| Mercedes Paz                    | Damsingel | Basuki (POL) L 1–6, 4–6    | Gick inte vidare                                | Gick inte vidare               | Gick inte vidare                      | Gick inte vidare  | Gick inte vidare  | =33        |
| Patricia Tarabini               | Damsingel | de Swardt (RSA) W 6–4, 6–2 | Capriati (USA) L 4–6, 1–6                       | Gick inte vidare               | Gick inte vidare                      | Gick inte vidare  | Gick inte vidare  | =17        |
| Mercedes Paz, Patricia Tarabini | Damdubbel | N/A                        | Feistel (POL) Teodorowicz (POL) W 6–4, 4–6, 6–3 | Li (CHN) Tang (CHN) W 6–0, 6–1 | Meschi (EUN) Zvereva (EUN) L 2–6, 3–6 | Gick inte vidare  | Gick inte vidare  | =5         |